# Eccellenza Sicilia 2022-2023
Il campionato italiano di calcio di Eccellenza regionale 2022-2023 è il trentaduesimo organizzato in Italia. Rappresenta il quinto livello del calcio italiano.
Questi sono i gironi organizzati dal Comitato Regionale della Sicilia.

## Stagione

### Formula
La squadra prima classificata di ogni girone viene promossa direttamente in Serie D. Le squadre classificate dal secondo al quinto posto disputano i play-off regionali per un posto nei play-off nazionali. Le squadre classificate dal dodicesimo al quindicesimo posto disputano i play-out. La squadra ultima classificata di ogni girone viene retrocessa direttamente in Promozione.
Play-off e play-out si disputano soltanto se fra le due squadre ipoteticamente coinvolte ci sono meno di 10 punti di distacco. Se la seconda classificata ha almeno dieci punti di vantaggio sulla terza accederà direttamente alla fase nazionale degli spareggi.

### Avvenimenti
La Leonzio ha rilevato il titolo del Carlentini. Biancavilla, Città di Viagrande, Monreale, Real Aci e Troina non hanno perfezionato l'iscrizione al campionato. Dalla Promozione sono state promosse: Casteldaccia, Comiso (tramite Coppa), Leonfortese, Modica, Resuttana San Lorenzo e Rocca Acquedolcese. Sono state infine quattro le Società ripescate a completamento organico: C.U.S. Palermo, Mazzarrone, Milazzo e Nuova Città di Gela.

## Girone A

### Squadre partecipanti
| Club                              | Città                           | Stadio                              | Stagione precedente                        |
| --------------------------------- | ------------------------------- | ----------------------------------- | ------------------------------------------ |
| S.S.D. Akragas 2018               | Agrigento                       | Stadio Esseneto                     | 2º posto in Eccellenza/A                   |
| A.S.D. Casteldaccia               | Casteldaccia (PA)               | Stadio Fiorilli                     | 2º posto in Promozione/A, vince i play-off |
| A.S.D. Castellammare Calcio 94    | Castellammare del Golfo (TP)    | Stadio Giorgio Matranga             | 8º posto in Eccellenza/A                   |
| A.S.D. C.U.S. Palermo             | Palermo                         | CUS Imp. Sportivo Universitario     | 16º posto in Eccellenza/A, ripescato       |
| A.C.D. Don Carlo Misilmeri        | Misilmeri (PA)                  | Stadio comunale                     | 3º posto in Eccellenza/A                   |
| Enna Calcio S.C.S.D.              | Enna                            | Stadio Generale Gaeta               | 6º posto in Eccellenza/A                   |
| A.P.D. Leonfortese                | Leonforte (EN)                  | Stadio comunale                     | 3º posto in Promozione/C, vince i play-off |
| A.S.D. F.C. Mazara Calcio         | Mazara del Vallo (TP)           | Stadio Nino Vaccara                 | 9º posto in Eccellenza/A                   |
| A.S.D. Nissa F.C.                 | Caltanissetta                   | Stadio Marco Tomaselli              | 11º posto in Eccellenza/A                  |
| A.S.D. Nuova Città di Gela        | Gela (CL)                       | Stadio Vincenzo Presti              | 4º posto in Promozione/D, ripescato        |
| A.S.D. Oratorio S. Ciro e Giorgio | Marineo (PA)                    | Stadio comunale                     | 7º posto in Eccellenza/A                   |
| A.S.D. Parmonval                  | Palermo (Partanna-Mondello)     | Stadio Franco Lo Monaco             | 12º posto in Eccellenza/A                  |
| S.S.D. Pro Favara 1984            | Favara (AG)                     | Stadio Giovanni Bruccoleri          | 4º posto in Eccellenza/A                   |
| A.S.D. Resuttana San Lorenzo      | Palermo (Resuttana-San Lorenzo) | Centro sportivo Pasqualino (Carini) | 1º posto in Promozione/A, promosso         |
| A.S.D. S.C. Mazarese.2            | Mazara del Vallo (TP)           | Stadio Nino Vaccara                 | 5º posto in Eccellenza/A                   |
| SCSD Unitas Sciacca Calcio        | Sciacca (AG)                    | Stadio Luigi Riccardo Gurrera       | 10º posto in Eccellenza/A                  |

### Classifica
|  | Pos. | Squadra                    | Pt | G  | V  | N  | P  | GF | GS  | DR  |
|  | ---- | -------------------------- | -- | -- | -- | -- | -- | -- | --- | --- |
|  | 1.   | Akragas                    | 72 | 30 | 22 | 6  | 2  | 59 | 9   | +50 |
|  | 2.   | Enna                       | 69 | 30 | 20 | 9  | 1  | 61 | 15  | +46 |
|  | 3.   | Pro Favara                 | 62 | 30 | 19 | 5  | 6  | 41 | 19  | +22 |
|  | 4.   | Misilmeri                  | 55 | 30 | 15 | 10 | 5  | 78 | 27  | +51 |
|  | 5.   | Mazarese                   | 53 | 30 | 15 | 8  | 7  | 53 | 32  | +21 |
|  | 6.   | Sciacca                    | 45 | 30 | 13 | 6  | 11 | 45 | 38  | +7  |
|  | 7.   | Mazara                     | 43 | 30 | 11 | 10 | 9  | 39 | 38  | +1  |
|  | 8.   | Nissa                      | 37 | 30 | 11 | 4  | 15 | 42 | 43  | -1  |
|  | 9.   | Castellammare              | 36 | 30 | 9  | 9  | 12 | 37 | 49  | -12 |
|  | 10.  | Casteldaccia               | 35 | 30 | 9  | 8  | 13 | 34 | 41  | -7  |
|  | 11.  | Resuttana San Lorenzo      | 32 | 30 | 9  | 5  | 16 | 31 | 43  | -12 |
|  | 12.  | Leonfortese                | 32 | 30 | 8  | 8  | 14 | 22 | 37  | -15 |
|  | 13.  | Oratorio S. Ciro e Giorgio | 31 | 30 | 7  | 10 | 13 | 28 | 43  | -15 |
|  | 14.  | Nuova Città di Gela        | 29 | 30 | 8  | 5  | 17 | 30 | 42  | -12 |
|  | 15.  | CUS Palermo                | 26 | 30 | 7  | 5  | 18 | 37 | 75  | -38 |
|  | 16.  | Parmonval                  | 8  | 30 | 2  | 2  | 26 | 14 | 100 | -86 |

Legenda:
      Promosso in Serie D.
      Ammesso ai play-off nazionali.
 Ai play-off o ai play-out.
      Retrocesso in Promozione.
Regolamento:
Tre punti a vittoria, uno a pareggio, zero a sconfitta.
In caso di arrivo di due o più squadre a pari punti, la graduatoria verrà stilata secondo la classifica avulsa tra le squadre interessate che prevede, in ordine, i seguenti criteri:
- Punti negli scontri diretti
- Differenza reti negli scontri diretti
- Differenza reti generale
- Reti realizzate in generale
- Sorteggio

### Risultati

#### Tabellone
|                         | AKR  | CSD  | CSM  | CUS  | ENN  | LEO  | MAZ  | MRS  | MIS  | NIS  | NCG  | OCG  | PAR  | PRO  | RSL  | SCI  |
| ----------------------- | ---- | ---- | ---- | ---- | ---- | ---- | ---- | ---- | ---- | ---- | ---- | ---- | ---- | ---- | ---- | ---- |
| Akragas                 | –––– | -    | -    | -    | -    | -    | -    | -    | -    | -    | -    | -    | -    | -    | -    | -    |
| Casteldaccia            | -    | –––– | -    | -    | -    | -    | -    | -    | -    | -    | -    | -    | -    | -    | -    | -    |
| Castellammare           | -    | -    | –––– | -    | -    | -    | -    | -    | -    | -    | -    | -    | -    | -    | -    | -    |
| CUS Palermo             | -    | -    | -    | –––– | -    | -    | -    | -    | -    | -    | -    | -    | -    | -    | -    | -    |
| Enna                    | -    | -    | -    | -    | –––– | -    | -    | -    | -    | -    | -    | -    | -    | -    | -    | -    |
| Leonfortese             | -    | -    | -    | -    | -    | –––– | -    | -    | -    | -    | -    | -    | -    | -    | -    | -    |
| Mazara                  | -    | -    | -    | -    | -    | -    | –––– | -    | -    | -    | -    | -    | -    | -    | -    | -    |
| Mazarese                | -    | -    | -    | -    | -    | -    | -    | –––– | -    | -    | -    | -    | -    | -    | -    | -    |
| Misilmeri               | -    | -    | -    | -    | -    | -    | -    | -    | –––– | -    | -    | -    | -    | -    | -    | -    |
| Nissa                   | -    | -    | -    | -    | -    | -    | -    | -    | -    | –––– | -    | -    | -    | -    | -    | -    |
| Nuova Città di Gela     | -    | -    | -    | -    | -    | -    | -    | -    | -    | -    | –––– | -    | -    | -    | -    | -    |
| Orat. S. Ciro e Giorgio | -    | -    | -    | -    | -    | -    | -    | -    | -    | -    | -    | –––– | -    | -    | -    | -    |
| Parmonval               | -    | -    | -    | -    | -    | -    | -    | -    | -    | -    | -    | -    | –––– | -    | -    | -    |
| Pro Favara              | -    | -    | -    | -    | -    | -    | -    | -    | -    | -    | -    | -    | -    | –––– | -    | -    |
| Resuttana San Lorenzo   | -    | -    | -    | -    | -    | -    | -    | -    | -    | -    | -    | -    | -    | -    | –––– | -    |
| Sciacca                 | -    | -    | -    | -    | -    | -    | -    | -    | -    | -    | -    | -    | -    | -    | -    | –––– |

### Spareggi

#### Play-off
|  | Semifinali | Semifinali | Semifinali |            |   | Finale | Finale | Finale |  |
|  |            |            |            |            |   |        |        |        |  |
|  |            |            |            |            |   |        |        |        |  |
|  |            |            |            |            |   |        |        |        |  |
|  |            |            |            |            |   |        |        |        |  |
|  |            | 2          | Enna       | 3          |   |        |        |        |  |
|  |            |            |            | 3          |   |        |        |        |  |
|  |            |            | 3          | Pro Favara | 0 |        |        |        |  |
|  | 3          | Pro Favara | 3          | Pro Favara | 0 | 3      |        |        |  |
|  | 3          | Pro Favara |            |            |   |        |        |        |  |
|  | 4          | Misilmeri  | 2          |            |   |        |        |        |  |

##### Semifinale
|            | Risultati |           | Luogo e data           |
| ---------- | --------- | --------- | ---------------------- |
| Pro Favara | 3-2       | Misilmeri | Favara, 30 aprile 2023 |
|            |           |           |                        |

##### Finale
|      | Risultati |            | Luogo e data        |
| ---- | --------- | ---------- | ------------------- |
| Enna | 3-0       | Pro Favara | Enna, 7 maggio 2023 |
|      |           |            |                     |

#### Play-out
|                            | Risultati |                     | Luogo e data              |
| -------------------------- | --------- | ------------------- | ------------------------- |
| Leonfortese                | 2-0       | CUS Palermo         | Leonforte, 30 aprile 2023 |
| Oratorio S. Ciro e Giorgio | 4-1       | Nuova Città di Gela | Marineo, 30 aprile 2023   |
|                            |           |                     |                           |

## Girone B

### Squadre partecipanti
| Club                           | Città                          | Stadio                          | Stagione precedente                                                                                                |
| ------------------------------ | ------------------------------ | ------------------------------- | --- |
| A.C.D. Acicatena Calcio 1973   | Aci Catena (CT)                | Stadio Polivalente              | 13º posto in Eccellenza/B                                                                                          |
| A.S.D. Città di Comiso         | Comiso (RG)                    | Stadio Peppe Borgese            | 5º posto in Promozione/D, finalista coppa Italia di Promozione                                                     |
| A.S.D. Città di Taormina       | Taormina (ME)                  | Stadio Bacigalupo               | 7º posto in Eccellenza/B                                                                                           |
| A.S.D. Jonica F.C.             | Santa Teresa di Riva (ME)      | Stadio comunale                 | 2º posto in Eccellenza/B                                                                                           |
| A.S.D. Leonzio 1909            | Lentini (SR)                   | Stadio Angelino Nobile          | Escluso dal campionato di Eccellenza/B, rileva il titolo sportivo del Carlentini, 4º posto nel medesimo campionato |
| A.S.D. Mazzarrone Calcio       | Mazzarrone (CT)                | Stadio comunale                 | 2º posto in Promozione/D, ripescato                                                                                |
| A.S.D. S.S. Milazzo            | Milazzo (ME)                   | Stadio Marco Salmeri            | 5º posto in Promozione/B, ripescato                                                                                |
| A.S.D. Modica Calcio           | Modica (RG)                    | Stadio Vincenzo Barone          | 1º posto in Promozione/D, promosso                                                                                 |
| A.S.D. Nebros                  | Acquedolci (ME)                | Stadio Enzo Vasi (Gliaca)       | 6º posto in Eccellenza/B                                                                                           |
| A.S.D. Nuova Igea Virtus       | Barcellona Pozzo di Gotto (ME) | Stadio Carlo Stagno d'Alcontres | 3º posto in Eccellenza/B                                                                                           |
| A.S.D. Real Siracusa Belvedere | Siracusa                       | Stadio Nicola De Simone         | 9º posto in Eccellenza/B                                                                                           |
| U.S.D. Rocca Acquedolcese      | Rocca di Capri Leone (ME)      | Nuovo comunale Pippo Giacobbe   | 1º posto in Promozione/B, promosso                                                                                 |
| U.P.D. Santa Croce             | Santa Croce Camerina (RG)      | Stadio J. Kennedy               | 12º posto in Eccellenza/B                                                                                          |
| A.S.D. Siracusa Calcio 1924    | Siracusa                       | Stadio Nicola De Simone         | 5º posto in Eccellenza/B                                                                                           |
| A.S.D. Sport Club Palazzolo    | Palazzolo Acreide (SR)         | Stadio Scrofani Sallustro       | 8º posto in Eccellenza/B                                                                                           |
| A.S.D. Virtus Ispica 2020      | Ispica (RG)                    | Stadio Giuseppe Moltisanti      | 10º posto in Eccellenza/B                                                                                          |

### Classifica
|  | Pos. | Squadra                 | Pt | G  | V  | N  | P  | GF | GS | DR  |
|  | ---- | ----------------------- | -- | -- | -- | -- | -- | -- | -- | --- |
|  | 1.   | Igea Virtus             | 68 | 30 | 21 | 5  | 4  | 61 | 26 | +35 |
|  | 2.   | Siracusa                | 64 | 30 | 20 | 4  | 6  | 74 | 31 | +43 |
|  | 3.   | Taormina                | 62 | 30 | 18 | 8  | 4  | 61 | 23 | +38 |
|  | 4.   | Leonzio                 | 54 | 30 | 16 | 6  | 8  | 55 | 42 | +13 |
|  | 5.   | Modica                  | 51 | 30 | 15 | 6  | 9  | 48 | 27 | +21 |
|  | 6.   | Mazzarrone              | 44 | 30 | 13 | 5  | 12 | 40 | 45 | -5  |
|  | 7.   | Comiso                  | 42 | 30 | 12 | 6  | 12 | 39 | 44 | -5  |
|  | 8.   | Nebros                  | 41 | 30 | 12 | 5  | 13 | 38 | 42 | -4  |
|  | 9.   | Jonica                  | 40 | 30 | 10 | 10 | 10 | 38 | 36 | +2  |
|  | 10.  | Real Siracusa Belvedere | 40 | 30 | 11 | 7  | 12 | 37 | 45 | -8  |
|  | 11.  | Milazzo                 | 38 | 30 | 10 | 8  | 12 | 39 | 40 | -1  |
|  | 12.  | Rocca Acquedolcese      | 35 | 30 | 10 | 5  | 15 | 33 | 46 | -13 |
|  | 13.  | Santa Croce             | 32 | 30 | 8  | 8  | 14 | 33 | 40 | -7  |
|  | 14.  | Palazzolo               | 25 | 30 | 6  | 7  | 17 | 27 | 48 | -21 |
|  | 15.  | Acicatena               | 18 | 30 | 2  | 12 | 16 | 12 | 46 | -34 |
|  | 16.  | Virtus Ispica (-1)      | 12 | 30 | 3  | 4  | 23 | 15 | 69 | -54 |

Legenda:
      Promosso in Serie D.
      Ammesso ai play-off nazionali.
 Ai play-off o ai play-out.
      Retrocesso in Promozione.
Regolamento:
Tre punti a vittoria, uno a pareggio, zero a sconfitta.
In caso di arrivo di due o più squadre a pari punti, la graduatoria verrà stilata secondo la classifica avulsa tra le squadre interessate che prevede, in ordine, i seguenti criteri:
- Punti negli scontri diretti
- Differenza reti negli scontri diretti
- Differenza reti generale
- Reti realizzate in generale
- Sorteggio

### Risultati

#### Tabellone
|                    | ACI  | COM  | IGV  | ISP  | JON  | LEO  | MAZ  | MIL  | MOD  | NEB  | PAL  | RSB  | ROC  | SCR  | SIR  | TAO  |
| ------------------ | ---- | ---- | ---- | ---- | ---- | ---- | ---- | ---- | ---- | ---- | ---- | ---- | ---- | ---- | ---- | ---- |
| Acicatena          | –––– | -    | -    | -    | -    | -    | -    | -    | -    | -    | -    | -    | -    | -    | -    | -    |
| Comiso             | -    | –––– | -    | -    | -    | -    | -    | -    | -    | -    | -    | -    | -    | -    | -    | -    |
| Igea Virtus        | -    | -    | –––– | -    | -    | -    | -    | -    | -    | -    | -    | -    | -    | -    | -    | -    |
| Ispica             | -    | -    | -    | –––– | -    | -    | -    | -    | -    | -    | -    | -    | -    | -    | -    | -    |
| Jonica             | -    | -    | -    | -    | –––– | -    | -    | -    | -    | -    | -    | -    | -    | -    | -    | -    |
| Leonzio            | -    | -    | -    | -    | -    | –––– | -    | -    | -    | -    | -    | -    | -    | -    | -    | -    |
| Mazzarrone         | -    | -    | -    | -    | -    | -    | –––– | -    | -    | -    | -    | -    | -    | -    | -    | -    |
| Milazzo            | -    | -    | -    | -    | -    | -    | -    | –––– | -    | -    | -    | -    | -    | -    | -    | -    |
| Modica             | -    | -    | -    | -    | -    | -    | -    | -    | –––– | -    | -    | -    | -    | -    | -    | -    |
| Nebros             | -    | -    | -    | -    | -    | -    | -    | -    | -    | –––– | -    | -    | -    | -    | -    | -    |
| Palazzolo          | -    | -    | -    | -    | -    | -    | -    | -    | -    | -    | –––– | -    | -    | -    | -    | -    |
| Real Siracusa      | -    | -    | -    | -    | -    | -    | -    | -    | -    | -    | -    | –––– | -    | -    | -    | -    |
| Rocca Acquedolcese | -    | -    | -    | -    | -    | -    | -    | -    | -    | -    | -    | -    | –––– | -    | -    | -    |
| Santa Croce        | -    | -    | -    | -    | -    | -    | -    | -    | -    | -    | -    | -    | -    | –––– | -    | -    |
| Siracusa           | -    | -    | -    | -    | -    | -    | -    | -    | -    | -    | -    | -    | -    | -    | –––– | -    |
| Taormina           | -    | -    | -    | -    | -    | -    | -    | -    | -    | -    | -    | -    | -    | -    | -    | –––– |

### Spareggi

#### Play-off
|  | Semifinali | Semifinali | Semifinali |          |   | Finale | Finale | Finale |  |
|  |            |            |            |          |   |        |        |        |  |
|  |            |            |            |          |   |        |        |        |  |
|  |            |            |            |          |   |        |        |        |  |
|  |            |            |            |          |   |        |        |        |  |
|  |            | 2          | Siracusa   | 4        |   |        |        |        |  |
|  |            |            |            | 4        |   |        |        |        |  |
|  |            |            | 3          | Taormina | 0 |        |        |        |  |
|  | 3          | Taormina   | 3          | Taormina | 0 | 3      |        |        |  |
|  | 3          | Taormina   |            |          |   |        |        |        |  |
|  | 4          | Leonzio    | 2          |          |   |        |        |        |  |

##### Semifinale
|          | Risultati |         | Luogo e data             |
| -------- | --------- | ------- | ------------------------ |
| Taormina | 3-2       | Leonzio | Taormina, 30 aprile 2023 |
|          |           |         |                          |

##### Finale
|          | Risultati |          | Luogo e data            |
| -------- | --------- | -------- | ----------------------- |
| Siracusa | 4-0       | Taormina | Siracusa, 7 maggio 2023 |
|          |           |          |                         |

#### Play-out
|             | Risultati |           | Luogo e data                         |
| ----------- | --------- | --------- | ------------------------------------ |
| Santa Croce | 2-0       | Palazzolo | Santa Croce Camerina, 30 aprile 2023 |
|             |           |           |                                      |